# Gastracanthus pulcherrimus
Gastracanthus pulcherrimus is een vliesvleugelig insect uit de familie Pteromalidae. De wetenschappelijke naam is voor het eerst geldig gepubliceerd in 1833 door John Obadiah Westwood. De soort werd verzameld in Coombe (Verenigd Koninkrijk).